# NGC 2627
NGC 2627 ist die Bezeichnung für einen offenen Sternhaufen im Sternbild Kompass. NGC 2627 hat einen Durchmesser von 9 Bogenminuten und eine scheinbare Helligkeit von 8,4 mag. Das Objekt wurde am 3. März 1793 von Wilhelm Herschel entdeckt.